# La Magdalena (Metro de Quito)
La Magdalena es la sexta estación del Metro de Quito que funciona como parte de la línea 1, en la parroquia de La Magdalena, un área histórica y residencial ubicada en el sur de Quito.

## Historia y Características
La estación se abrió al público el 1 de diciembre del 2023, junto a las otras 15 estaciones de la primera línea. En este sector, que originalmente fue un pequeño poblado a las afueras de Quito durante la época virreinal, ha sido tradicionalmente un punto clave de conexión entre los barrios del sur y el resto de la ciudad. Por esta razón, la llegada del metro ha representado un impulso significativo para la conectividad de la zona.
La estación tiene una profundidad cercana a los 20 metros y su acceso principal está ubicado en la intersección de las avenidas Rodrigo de Chávez y 5 de Junio. Gracias a su ubicación estratégica, se ha convertido en una de las estaciones clave para el transporte multimodal, al conectar con líneas del sistema Trolebús, Corredor Sur Occidental, buses convencionales y taxis.
El logo de esta estación está inspirado en la Iglesia de La Magdalena.

## Accesos
Vestíbulo La Magdalena
- 5 de Junio Calle 5 de Junio y Rodrígo Chávez.